# دانشگاه دارالسلام
دانشگاه دارالسلام (انگلیسی: University of Dar es Salaam) یک دانشگاه دولتی در دارالسلام (تانزانیا)، تانزانیا است.